# Rousserolle de Nauru
Acrocephalus rehsei
Espèce
Statut de conservation UICN

 VU D2 : Vulnérable
Répartition géographique
Synonymes
- Calamoherpe rehsei
- Acrocephalus luscinius rehsei
- Acrocephalus luscinia rehsi

La Rousserolle de Nauru (Acrocephalus rehsei) est une espèce d'oiseau endémique de l'île de Nauru dans l'océan Pacifique appartenant à la famille des Acrocephalidae et décrit pour la première fois en 1883 par Friedrich Finsch.
Affectionnant les zones arbustives des zones forestières tropicales les plus denses, elle se rencontre aussi dans les zones de culture ou les jardins. L'exploitation du minerai de phosphate ayant entraîné une déforestation massive du plateau central de Nauru, l'espèce est en danger d'extinction mais l'arrêt de cette industrie permet la recolonisation forestière profitable à la rousserolle.

## Taxonomie et systématique
Cet oiseau a été décrit pour la première fois par l'explorateur et naturaliste allemand Friedrich Finsch à l'occasion d'une rapide escale de six heures à Nauru le 24 juillet 1880, alors qu'il se rendait des Îles Marshall aux  Îles Salomon. Son rapport rédigé en 1881 présentait l'oiseau comme appartenant à l'espèce Acrocephalus syrinx. Mais en 1883 il a considéré qu'il s'agissait d'une espèce différenciée, Calamoherpe rehsei. Le terme générique Calamoherpe est de nos jours considéré comme synonyme d'Acrocephalus, d'où le nom binominal actuel de l'espèce. Finsch a nommé l'espèce d'après l'un de ses compagnons de voyage, l'ornithologue allemand Ernst Rehse. Depuis sa description originelle, peu d'éléments nouveaux sont apparus dans la littérature scientifique sur cet oiseau. En conséquence, les détail de son comportement et son écologie sont mal documentés.
Bien que les ornithologues s'accordent généralement à considérer la rousserolle de Nauru comme une espèce à part entière, certains spécialistes tels H. E. Wolters dans Die Vogelarte der Erde (1980) et Moore dans A Complete Checklist of the Birds of the World (1991) l'ont classée comme une sous-espèce d’Acrocephalus luscinius, la rousserolle rossignol. Des études génétiques récentes ont confirmé son statut d'espèce distincte. Son taxon est considéré comme monotypique, c'est-à-dire qu'il ne comprend pas de sous-espèce. En nauruan l'oiseau répond au nom d’Itsirir.
L'étude phylogénique sur la famille des Acrocephalidae n'a pas inclus la rousserolle de Nauru et jusqu'en 2010, sa relation par rapport autres membres de ce genus était inconnue. Une étude de l'ADN mitochondrial de l'espéce effectuée en 2011 a démontré que la rousserolle de Nauru forme une clade avec la rousserolle d'Australie, la rousserolle de la Ligne, la rousserolle des Marquises méridionales, ainsi qu'une autre espèce désormais disparue de l'île Pagan dans les îles Mariannes. C'est cet oiseau de l'île Pagan qui semble être le plus proche de la rousserolle de Nauru. Il est de nos jours classés en tant que sous-espèce de la rousserolle rossignol, A. luscinius yamashinae, mais ce taxon est polyphylétique, et l'oiseau de Pagan, que l'on a proposé de classer en tant qu'espèce sous le nom de rousserolle de Pagan (Acrocephalus yamashinae) est dans une clade différente de celle des autres rousserolles rossignol du reste des Mariannes,.
La colonisation des îles du Pacifique puis de l'Australie  par le rousserolles du genre Acrocephalus s'est effectuée selon un schéma complexe avec plusieurs colonisations successives, même dans des archipels très éloignés. Bien que les îles Hawaï aient été colonisées il y a environ 2,3 millions d'années, d'autres îles ne l'ont été que bien plus récemment, au milieu du Pléistocène, soit il y a 0,2 - 1,4 million d'années où même plus tardivement. Les espèces les plus proches de celle de Nauru, géographiquement parlant sont la rousserolle carolinienne et la rousserolle rossignol,.

## Synonymes
Le premier nom valide (basionyme) donné à l'espèce était Calamoherpe rehsei Finsch, 1883. L'oiseau fut ensuite considéré comme une sous-espèce de la Rousserolle des îles Mariannes (Acrocephalus luscinia rehsei) avant de se voir attribué le statut d'espèce à part entière.
Le nom vernaculaire en nauruan est itsirir.

## Aire de répartition
La Rousserolle de Nauru est endémique de l'île de Nauru (21 km2) située dans le Pacifique central, au nord-est de la Papouasie-Nouvelle-Guinée.

## Habitat

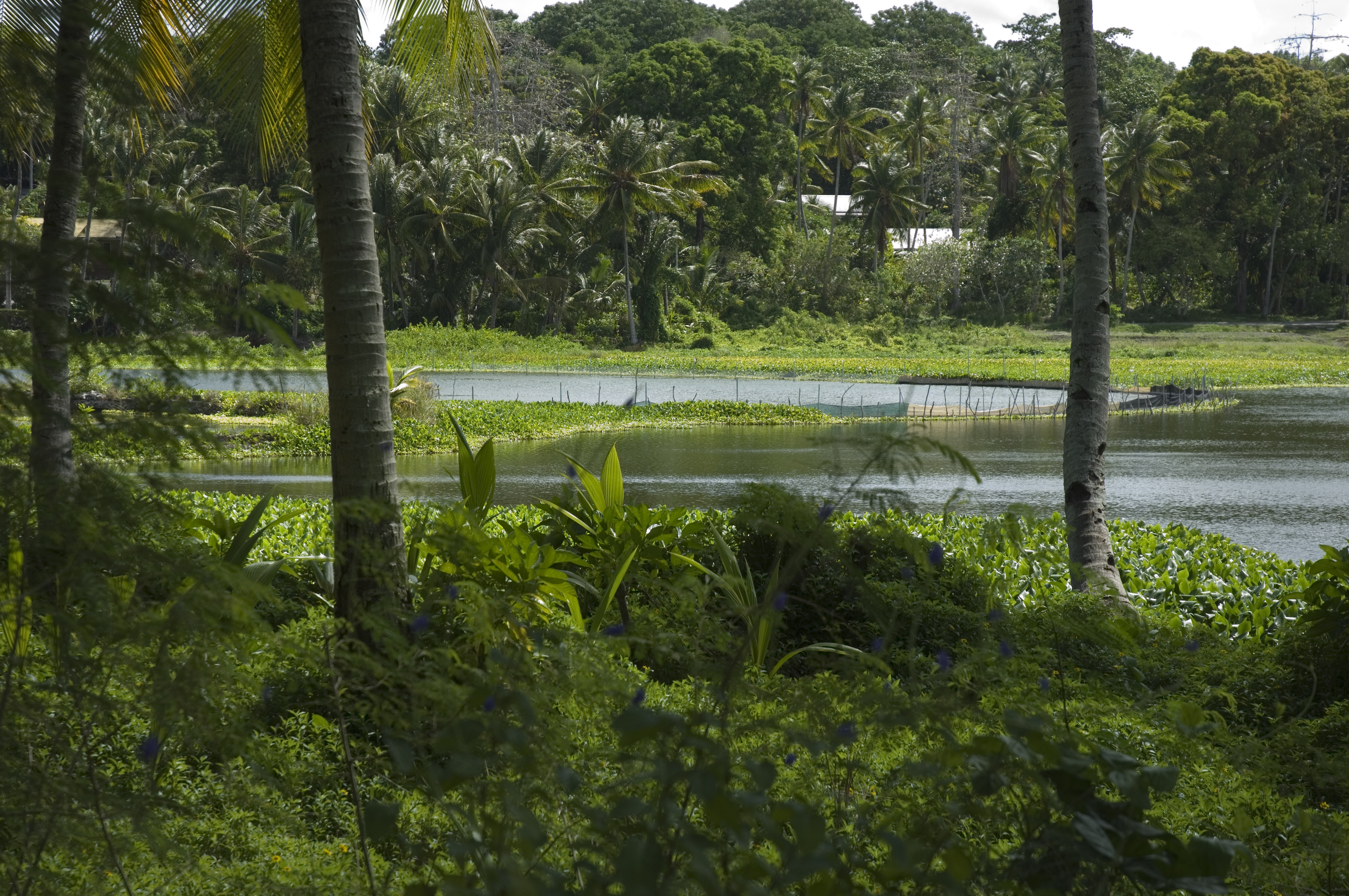
Végétation préservée autour du lagon Buada sur le plateau de Nauru

L'espèce, exclusivement terrestre, fréquente les zones arbustives des forêts tropicales et subtropicales humides, les cultures et les jardins mais le plus souvent se cantonne dans les secteurs forestiers les plus denses et sur les coteaux du plateau central de l'île. L'espèce s'aventure également dans les zones recolonisées par la végétation sur le plateau.

## Écologie et comportement
La rousserolle de Nauru édifie des nids en forme de tasse qu'elle assemble à partir d'herbes et de brindille. Ces nids incluent parfois des éléments de Cassytha filiformis, une plante grimpante, ou des aiguilles de Casuarina equisetifolia. L'ensemble est structuré par des tiges droites comme il est d'usage chez les rousserolles. Buden indique que les rousserolles nichent dans les arbres ou les buissons à une hauteur variant de 2 à 8 m. Ce type d'oiseau est aussi capable de nicher au sol, mais les oisillons sont alors vulnérable à la prédation des rats. Les sources sont divergentes quant à la période de nidification puisqu'elle est signalée de manière variable en décembre ou en juillet. L'ornithologue A. Pearson émet l'hypothèse que l'espèce niche tout au long de l'année. La couvée comprend généralement entre deux et trois œufs,. La période d'incubation et celle précédant l'envol sont inconnues. Pearson indique une hauteur de nidification inférieure à celle de Buden. Il décrit des nids placés dans des buissons et sous-bois à une hauteur de 45 à 300 cm du sol, particulièrement sur les branches fourchues des hibiscus et du genre tilia. Buden signale que les oiseaux sont plus bruyants en décembre qu'en mars et avril. Leur chant a été comparé à celui de la grive musicienne, du merle noir ou de la rhipidure hochequeue. Il s'effectue de jour comme de nuit.
Finsch indique que la rousserolle de Nauru est insectivore, se nourrissant principalement de libellules. Six espèces de libellules sont répertoriées à Nauru, Ischnura aurora, Anax guttatus, Diplacodes bipunctata, Pantala flavescens, Tholymis tillarga et Tramea transmarina. Buden n'a pas observé ces oiseaux en train d'ingurgiter des libellules mais a déterminé trois techniques de prédation. Le plus souvent, les rousserolles ont été aperçues en train de voler entre arbres et buissons, attrapant leurs proies dans le feuillage. D'autres ont été vues perchées à proximité du sol puis fonçant vers le bas et retournant sur leur perchoir avec une proie. Dans d'autres zones, les oiseaux ont été observés en train de se déplacer au sol, « attrapant occasionnellement une proie présumée ». À proximité de la côte les rousserolles ont été observées en train de s'alimenter sur les cocotiers. Les prédateurs potentiels de l'avifaune de Nauru comprennent le rat polynésien et le rat tanezumi. Les chats haret et les rats sauvages sont tout particulièrement des dangers potentiels pour la rousserolle de Nauru.

## Statut

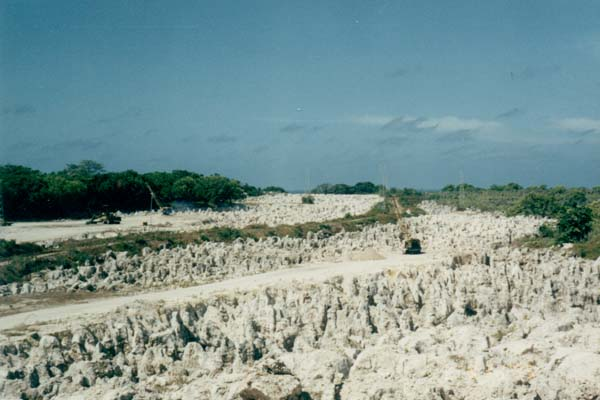
Destruction de l'habitat par extraction du phosphate sur le plateau de Nauru

La Rousserolle de Nauru est très menacée en raison du petit nombre d'individus et de la destruction de son milieu naturel liée à l'arrachage de la couverture végétale du plateau central de Nauru afin de permettre l'extraction du minerai de phosphate, à l'urbanisation et aux campagnes du Pacifique ayant eu lieu durant la Seconde Guerre mondiale. L'espèce pourrait aussi subir de nouvelles concurrences de la part d'espèces allochtones et des inondations causées par le passage de cyclones tropicaux encore absents à Nauru. Il n'y a aucune information quant à la menace d'autres espèces présentes sur l'île comme le rat polynésien.
L'espèce est classée en danger depuis 1988 par Collar & Andrew, et vulnérable depuis 1994 par Collar, Crosby & Stattersfield et depuis 2000 par BirdLife International.
Aucune mesure de conservation n'est entreprise. Néanmoins, des propositions d'études et de comptages de l'espèce ont été formulées ainsi que de la formation et de la sensibilisation de la population locale.

## Divers
L'oiseau est représenté sur sept timbres de Nauru émis en 1966 (un timbre), 1976 (un timbre) et 2003 (un bloc de quatre timbres).

### Référence
- (en) Cet article est partiellement ou en totalité issu de l’article de Wikipédia en anglais intitulé « Nauru reed warbler » (voir la liste des auteurs).

1. ↑  Buden 2008a, p. 8.
2. ↑  Jobling 2010, p. 84.
3. ↑  Jobling 2010, p. 332.
4. 1 2 3 4 5 6 7 8 9  Buden 2008a, p. 16.
5. 1 2 3 4 5 6 7 8  (en) Kennerley, Peter; Pearson, David, Reed and Bush Warblers, Londres, A & C Black (Bloomsbury Publishing), 2010, 712 p. (ISBN 978-0-7136-6022-7, lire en ligne), p. 463–464.
6. 1 2  Bocheñski, Zygmunt; Kuœnierczyk, Piotr, « Nesting of the Acrocephalus warblers », Acta zoologica cracoviensia, vol. 46, no 2,‎ 2003, p. 97–195. See p. 160 (lire en ligne [PDF]).
7. 1 2 3  Alice Cibois, Beadell, Jon S, Graves, Gary R, Pasquet, Eric, Slikas, Beth, Sonsthagen, Sarah A, Thibault, Jean-Claude et Fleischer, Robert C, « Charting the course of reed-warblers across the Pacific islands », Journal of Biogeography, vol. 38, no 10,‎ 2011, p. 1963–1975 (DOI 10.1111/j.1365-2699.2011.02542.x, lire en ligne [PDF]).
8. ↑  Fregin, Silke; Haase, Martin; Olsson, Urban; Alström, Per, « Multi-locus phylogeny of the family Acrocephalidae (Aves: Passeriformes) – The traditional taxonomy overthrown », Molecular Phylogenetics and Evolution, vol. 52, no 3,‎ 2009, p. 866–878 (PMID 19393746, DOI 10.1016/j.ympev.2009.04.006).
9. ↑  Takema Saitoh, Cibois, Alice, Kobayashi, Sayaka, Pasquet, Eric et Thibault, Jean-Claude, « The complex systematics of the Acrocephalus of the Mariana Islands, western Pacific », Emu, vol. 112, no 4,‎ 2012, p. 343–349 (DOI 10.1071/MU12012).
10. ↑  Spenneman 2006, p. 258.
11. ↑  Ernest Stephen, « Notes on Nauru », Oceania, vol. 7,‎ 1936, p. 34–63 (JSTOR 40327588).
12. ↑  Buden, Donald W., « First records of Odonata from the Republic of Nauru », Micronesica, vol. 40, nos 1/2,‎ 2008b, p. 227–232 (lire en ligne [PDF]).
13. ↑  Buden 2008a, p. 9.
14. ↑  (en) Timbres sur la Rousserolle de Nauru.